# Chimmanchod, Chincholi
Chimmanchod là một làng thuộc tehsil Chincholi, huyện Gulbarga, bang Karnataka, Ấn Độ.